# Marytė Melnikaitė
Marytė ou Marija Melnikaitė (18 de março de 1923 - 13 de julho de 1943) foi uma partisan soviética e a única mulher lituana premiada como Herói da União Soviética. Enquanto sua carreira partidária durou menos de dois meses, a propaganda soviética exagerou seus deveres e realizações. Muitas obras, incluindo um filme e uma ópera, foram dedicadas a ela. Várias ruas da antiga União Soviética (incluindo Tyumen, Minsk, Almaty, Shymkent) ainda têm o nome dela.

## Primeiros anos
Melnikaitė nasceu em uma família de mãe russa e pai polonês em Zarasai. Ela tinha outros quatro irmãos e os pais assumiram diversos empregos para sustentar a grande família. Eles se mudavam com frequência em busca de empregos (Zarasai, Anykščiai, Rokiškis, Zarasai, Marijampolė). Melnikaitė concluiu a escola primária em Rokiškis e começou a trabalhar na confeitaria Avanti aos 14 anos e estudou costura.
Em 1940, depois que a Lituânia foi ocupada pela União Soviética, Melnikaitė ingressou no Komsomol e começou as aulas noturnas. Consta que seu pai não aprovou suas atividades no Komsomol, que incluíam ela cantando em um coro.